# Provinz Fusa
Fusa (jap. 総国/捄国, Fusa no kuni) war eine der historischen Provinzen Japans im Altertum. Sie erstreckte sich über die Bōsō-Halbinsel der heutigen Präfektur Chiba und dem südlichen Streifen der Präfektur Ibaraki.
Nach der 807 kompilierten Chronik Kogoshūi war fusa eine bereits damals veraltete Bezeichnung für „Hanf“ (modern asa) und verweist auf die hier zur Kleidungsherstellung für den Kaiserhof kultivierten Hanfpflanzen.
Im 7. Jahrhundert wurde die Provinz aufgespalten in die Provinzen Kami-tsu-Fusa („Ober-Fusa“) und Shimo-tsu-Fusa („Unter-Fusa“). Gegen Ende des 7. Jahrhunderts setzten sich jedoch die Dialektvarianten Kazusa und Shimousa durch. Im Jahr 718 wurde von Kazusa die Provinz Awa abgespalten. Nach ihren geografischen Lagen wurde Kazusa, teilweise auch einschließlich Awa, auch Nansō (南総, dt. „Süd-Fusa“) und Shimousa auch Hokusō (北総, dt. „Nord-Fusa“) genannt.
Der Name Fusa findet sich heute noch indirekt in dem der Bōsō-Halbinsel, da Bōsō (房総) die sinojapanische Lesung des zweiten Schriftzeichens von Awa und des von Fusa ist.